# The Crucible (film 1914 Johnston)
The Crucible è un cortometraggio muto del 1914 diretto da Lorimer Johnston. Prodotto dalla Flying A  da un soggetto di R. Hogan, il film aveva come interpreti Sydney Ayres, Vivian Rich, Harry von Meter, Jack Richardson.

## Trama
Arrivato negli Stati Uniti come immigrato, Dan Ryan trova lavoro come stradino. Un giorno, mentre brandisce la sua carriola, viene fotografato dalla figlia del sindaco, Mary Carter, che sta facendo un giro in automobile con Richard Hoyne, il suo pretendente.

Dan si dà alla politica e due anni dopo viene eletto consigliere. Incontra Mary e si innamora di lei, che ignora sia l'uomo della foto. Un giorno, guardando l'album fotografico di Mary, Hoyne riconosce l'operaio stradale e mostra la foto al sindaco che intima alla figlia di rompere il fidanzamento, perché "solo un uomo di buoni natali" può sposare sua figlia. Quando però Dan riesce a far passare un disegno di legge sconvolgendo i piani di una lobby di assessori corrotti guidati da Hoyne, il sindaco, che sarebbe stato rovinato, si ricrede e concede la mano di Mary a quello che ormai è un gentiluomo destinato a diventare il suo successore come sindaco della città.

## Produzione
Il film fu prodotto dall'American Film Manufacturing Company come Flying A.

## Distribuzione
Distribuito dalla Mutual, il film - un cortometraggio in una bobina - uscì nelle sale cinematografiche degli Stati Uniti il 2 marzo 1914.